# Xanthorhoe heteromorpha
Xanthorhoe heteromorpha är en fjärilsart som beskrevs av George Francis Hampson 1909. Xanthorhoe heteromorpha ingår i släktet Xanthorhoe och familjen mätare. Inga underarter finns listade i Catalogue of Life.